# Vrachelse Heide
De Vrachelse Heide is een voormalig heide- en stuifzandgebied in de gemeente Oosterhout in de provincie Noord-Brabant. Het is gelegen ten zuidwesten van Oosterhout tussen de Zandwinplas en de Warandeplas. Het is tegenwoordig grotendeels beplant met grove den. De Vrachelse Heide is 149 ha groot en eigendom van Defensie.

## Natuur
Het gebied bestaat overwegend uit naaldbos met hier en daar resten heide- en stuifzandgebied. Alleen het oostelijk deel heeft zijn oorspronkelijk reliëf goed bewaard. Daar is ook meer gemengd bos te vinden en is eikenstruweel aanwezig. Dit is vroeger door boeren aangeplant om het stuifzand te beteugelen en ten behoeve van geriefhout. Dit bevindt zich op de hoogste stuifzandruggen. Er komen een aantal min of meer zeldzame planten- en diersoorten voor zoals grasklokje, heidespurrie, rode bosmier, mierenleeuw, bruin zandoogje, groene specht, zwarte specht, sperwer, boomvalk, havik, steenuil, ransuil, gekraagde roodstaart en bonte vliegenvanger.

## Geschiedenis
Het gebied is vernoemd naar de nabijgelegen buurtschap Vrachelen. Bewoning was hier al vroeg aanwezig. Vanaf het Laat-Neolithicum zijn sporen van menselijke aanwezigheid gevonden, vooral in de nabijgelegen Houtse Akkers, met de kern Den Hout.
Heidevorming vond plaats vanaf ongeveer het jaar 1000, toen de bevolking toenam en de woeste gronden nodig waren voor bemesting volgens het potstalprincipe. Later waren meer ontginningen nodig. In de 16e en 17e eeuw werd de heide zozeer benut dat hier en daar de begroeiing verdween en stuifzanden ontstonden. Geleidelijk aan begon men met herbebossing, voor de Vrachelse Heide zal dit vanaf de eerste helft van de 19e eeuw hebben plaatsgevonden.
In 1905 werd het Markkanaal gegraven, hetgeen voor een aanmerkelijke verlaging van de grondwaterstand zorgde. Met name het met Den Hout verbonden Vrachelen werd afgesneden van het gebied. Toen in 1923 ook het Wilhelminakanaal gereed kwam werd de Vrachelse Heide minder goed bereikbaar. De boeren verkochten hun grond wat leidde tot het huidige gebruik. Dit omvat:
- Een waterproductiebedrijf van Brabant Water,
- Een militair oefenterrein
- Vakantiepark De Katjeskelder.
- 2 kamphuizen, Kamphuis Ahoy en Schiedams Schoolsbuitenhuis
- Joodse begraafplaats

In 1930 werd een deel van de Vrachelse Heide aangekocht door de gemeente Breda die het, in het kader van de werkverschaffing, liet afgraven en egaliseren. Tevens is het westelijk deel grootschalig bebost en werden er rechte paden aangelegd. Ook na de Tweede Wereldoorlog zijn er nog afgravingen geweest ten behoeve van zandwinning voor de wegenbouw. Alleen het oostelijk deel van het gebied bevat nog het oorspronkelijke reliëf.
Vanaf 1960 zijn met name de bebouwde kommen van Breda en Oosterhout sterk naar de Vrachelse Heide toe gegroeid. Het gebied raakte steeds meer geïsoleerd van nabijgelegen bosgebieden, mede door steeds drukker wordende verkeerswegen. De kom van Oosterhout groeide tot tegen het bos aan.

## Huidige situatie
De Vrachelse Heide wordt omsloten door het Markkanaal, het Wilhelminakanaal, de verkeersweg tussen Breda en Oosterhout, en een buffergebied van landbouwgrond die het scheidt van de noordelijke rand van Breda en van de kom van Teteringen. Naar het westen toe zijn nog forten en versterkingen van de voormalige Linie van de Munnikenhof te vinden.